# Илија Н. Ставрић
Илија Н. Ставрић (Градачац, 1840), учењак и борац за српски језик и народ. Умро је од епидемије богиња 1879. године у Призрену.

## Биографија
Рођен је у Градачцу у Босни и Херцеговини. Био је међу првим младићима из Босне, који су ступили у средње школе у Србији, готово сви богословију, коју је Илија завршио са одличним успјехом. Био је и одличан црквени пјевач. Обје ове чињенице су биле довољне за препоруку која га је одвела у Кијевску духовну академију. Завршио је 1865. године као кандидат богослова. По оцијени поп Јастребола, владао је руским језиком као матерњим, а да то постигао, како је говорио С.А. Игуманов, дружио се много времена са руским студентима.
Стожер Срба студената у Кијеву, у то вријеме, био је дом петог Игуманова, добротвора српског народа. Српски студенти су се ту дружили са његовим сином, јединцем Манојлом, и тиме су доста олакшали свој студентски живот. Игуманов је, како кажу одређени извори доста симпатисао Ставрића, што говори то да га је Игуманов задржао годину дана након смрти свога сина.
Игуманов је и раније, а нручито од 1864. године, почео радити на томе да у Призрену створи просвејтно сједиште. Ту идеју он спроводи након смрти свога сина и то тако што Ставрића бира као свог представника у Призрену. Знајући научне кавалитете Ставрића шаље га 1866. године да ради као наставник, о свом трошку, за 300 рубаља годишње. Ставрић је стигао у Призрен 9. јула исте године. Захваљујући тихој нарави и одмјереном такту, за разлику од Пелагића који је познат по својој бунтовношћу, Ставрић се одржава и у најкритичнијем времену.
До Ставрићевог доласка у Призрен постојале су само основне школе, а његовим доласком отвара се први, а затим и други разред гимназије. Није се изучавао ниједан страни језик. Школа је била смјештена у кући, коју је купио Игуманов 1864. године при повратку у своју домовину из Русије. Оснивањем богословије гимназијски разреди престају са радом.
Са Ставрићем је радио од 1867. до 1869. године и Милан Навичћ. Због потребе дањег развоја наставе, 1869. године, по препоруци које су упућене Игуманову, петеро својих ђака шаље у Београд на даље школовање. Послати ђаци уписују богословију, гдје је њихов развој надгледао сам Игуманов од 1869. до 1870. године. Након тога, Игуманов долази на идеју оснивања богословије у Призрену, те исте године. Заједно са Ставрићем и пријатељима из Београда, та идеја се реализује 1871. године, када је свечано отворена. Ставрић је са научне страбе и других квалитета које је посједовао био сасвим погодан за мјесто будућег руководиоца богословије. Међутим, то се није десило из разлога да би она имала у потпуности богословски карактер. Самим тим на чело долази бивши дечански јеромонах Сава, у то вријеме жички епископ у Србији, свршени кандидат Кијевске духовне академије.
Из непознатих разлога за које се сматрају да су били личне природе, архимандрит Сава даје оставку у тој служби 1872. године. Тада мјесто руководиоца преузима Ставрић, а за наставнике између тога и Ђорђа, свештеника из Лесковца. Као и сваки просвјетни радник у то вријеме, Ставрић се није ограничавао само на рад у повјереном заводу, већ је узимао и и учешћа у народним пословима. Као резултат тог рада 1871. године долази на идеју оснивања стварања листа који би излазио на овим просторима. Нешто касније та идеја се спроводи у дјело и оснива се лист под називом "Призрен" који је излазио на турском и српском језику. Главни уредник је био Ставрић, а за преводиоца долази познавалац турског језика Тодор II Станковић, тада пензионисани конзул у Србији, родом из Ниша.
Умро је 1879. године у Призрену када је избила епидемија богиња.